# Георг (Мекленбург)
Георг фон Мекленбург (Георг Фридрих Карл Йозеф) (на немски: Georg Großherzog von Mecklenburg; Georg Friedrich Karl Joseph; * 12 август 1779, Хановер; † 6 септември 1860, ловна къща Швайцерхауз при Карпин) е от 1816 до 1860 г. велик херцог на Мекленбург в частта Мекленбург-Щрелиц.

## Живот
Той е третият син на херцог Карл Лудвиг Фридрих (1741 – 1816), наследствен принц, по-късно като велик херцог Карл II регент в частта Мекленбург-Щрелиц, и на принцеса Фридерика Каролина Луиза фон Хесен-Дармщат (1752 – 1782), дъщеря на ландграф Георг Вилхелм фон Хесен-Дармщат.
През 1795 г. Георг се записва да следва в университета в Росток. На 6 ноември 1816 г. той последва баща си като велик херцог.
През 1817 г. Георг се жени за принцеса Мария фон Хесен-Касел (1796 – 1880), дъщеря на ландграф Фридрих фон Хесен-Касел (1747 – 1837).
- Принцеса Мария фон Хесен-Касел
- Паметник на Георг фон Мекленбург в Нойщрелитц

## Деца
- Луиза (1818 – 1842)
- Фридрих Вилхелм (1819 – 1904), велик херцог на Мекленбург-Щрелитц
- Каролина Шарлота Мариана (1821 – 1876)
- Георг (1824 – 1876) ∞ Катарина Михайловна Романова (1827 – 1894)